# Lieux (rivière)
Le Lieux est une rivière du sud de la France, affluent du Viaur et sous-affluent du Tarn et de la Garonne.

## Géographie
De 25,3 km de longueur, il prend sa source sur la commune de Quins, dans l'Aveyron et se jette dans le Viaur en rive droite sur la commune de Pampelonne dans le département du Tarn.

## Principaux affluents
- Le Néguebiau, 3,1 km
- Ruisseau des Clauzels, 4 km

## Départements et villes traversées
- Aveyron : Crespin, Naucelle, Cabanès, Quins, Camjac, Tauriac-de-Naucelle.
- Tarn : Pampelonne.